# For a Wife's Honor

For a Wife's Honor est un film muet américain réalisé par D. W. Griffith, sorti en 1908.

## Synopsis
Un guichetier de banque se trouve dans une situation ambiguë où il semble avoir volé de l'argent à un ami. Il accepte la sanction afin de sauvé l'honneur de la femme de son ami.

## Fiche technique
- Titre : For a Wife's Honor
- Réalisation et scénario : D. W. Griffith
- Photographie : Arthur Marvin
- Société de production et de distribution : American Mutoscope and Biograph Company[3]
- Pays de production :  États-Unis
- Format[4] : Noir et blanc - Muet - 1,33:1 ou 1,37:1[5] - 35 mm[5],[6]
- Longueur de pellicule : 474 pieds (144 mètres[6])
- Durée : 8 minutes (à 16 images par seconde)[4]
- Date de sortie : 
  - États-Unis : 28 août 1908

## Distribution
Les noms des personnages proviennent de l'Internet Movie Database.
- Harry Solter : Frank Wilson
- Charles Gorman
- Linda Arvidson : la domestique
- Arthur V. Johnson
- Charles Inslee : 	Irving Robertson
- George Gebhardt : Henderson, le manager[5],[7]

## Production
- Les scènes du film ont été tournées les 28 et 30 juillet 1908 dans les studios de la Biograph à New York.